# .gn
.gn – domena internetowa przypisana od roku 1994 do Gwinei i administrowana przez PSGnet.

## Domeny drugiego poziomu
- com.gn: firmy
- edu.gn: uczelnie
- gov.gn : strony rządowe
- org.gn : organizacje non-profit
- net.gn : infrastruktura sieciowa